# Kinh tế địa chất
Kinh tế địa chất quan tâm đến các loại vật liệu trên Trái Đất mà có thể sử dụng vào mục đích kinh tế hoặc công nghiệp. Các loại vật liệu này bao gồm các kim loại cơ bản và kim loại quý, các khoáng sản không kim loại, đá xây dựng, dầu khí, than và nước. Thuật ngữ này thường đề cập đến các tích tụ khoáng sản và tài nguyên khoáng sản. Ngành này ứng dụng các kỹ thuật của các ngành khoa học liên quan như địa hóa học, khoáng vật học, địa vật lý, và địa chất cấu tạo để tìm kiếm, thăm dò và khai thác quặng.
Kinh tế địa chất được các nhà địa chất nghiên cứu và ứng dụng; tuy nhiên nó là đối tượng quan tâm của các nhà đầu tư, phân tích chứng khoán, và các đối tượng khác như kỹ sư, các nhà khoa học môi trường bởi vì những ảnh hưởng của nó từ ngành công nghiệp khai thác đến xã hội, kinh tế và môi trường là rất lớn.

### Tài nguyên khoáng sản
Các nguồn tài nguyên khoáng sản tập trung vào các khoáng sản là nhu cầu của xã hội trong hiện tại và tương lai. Quặng được phân loại dựa trên đặc điểm kỹ thuật và kinh tế của khoáng hóa phục vụ cho khai thác. Không phải tất cả khoáng hóa đều đạt tiêu chuẩn của quặng với nhiều lý do khác nhau. Các nhóm khoáng hóa đặc trưng nhạy cảm về kinh tế như:
- Biểu hiện khoáng sản là nhóm có dấu hiệu tập trung khoáng sản về mặt địa chất nhưng không thể đạt yêu cầu về mặt kinh tế,
- Tài nguyên khoáng sản, bao gồm các loại khoáng sản có thể khai thác đạt yêu cầu về kinh tế và kỹ thuật hiện tại, nhưng không phải là quặng dự trữ
- Quặng dự trữ, có thể khai thác đáp ứng yêu cầu về kinh tế và kỹ thuật khai thác hiện tại

### Quặng
Các nhà địa chất nghiên cứu về lĩnh vực tích tụ quặng bao gồm cả nguồn gốc quặng và các quá trình trong vỏ Trái Đất, là nơi tập trung các khoáng vật quặng có thể mang lại giá trị kinh tế.
Nghiên cứu các tích tụ quặng kim loại liên quan đến việc sử dụng các kiến thức của các chuyên ngành như địa chất cấu tạo, địa hóa học, nghiên cứu biến chất và các quá trình của nó cũng như hiểu về biến chất trao đổi và các quá trình khác liên quan đến nguồn gốc quặng.
Tích tụ quặng được phác hoạ qua việc thăm dò khoáng sản, công việc này sẽ đưa ra dự đoán về tiềm năng địa hóa, dự đoán tài nguyên dựa trên việc phân tích tài liệu lỗ khoan bằng phương pháp địa thống kê để đánh giá các thân quặng có giá trị kinh tế. Mục đích của quá trình này nhằm cung cấp thông tin để khai thác mỏ.

### Địa chất dầu khí và than
Nghiên cứu về trầm tích học là một bước quan trọng trong việc phác hoạ dự trữ tài nguyên năng lượng dầu khí và than có thể khai thác đạt hiệu quả kinh tế.